# Cerodontha trispinella
Cerodontha trispinella är en tvåvingeart som beskrevs av Spencer 1977. Cerodontha trispinella ingår i släktet Cerodontha och familjen minerarflugor. Inga underarter finns listade i Catalogue of Life.